# آراوت
آراوت (به ارمنی: Արավետ) یک روستا در ارمنستان است که در الوار، ارمنستان واقع شده‌است.  در  کیلومتری شمال گیومری، مرکز استان شیراک واقع شده است.

## خصوصیات
آراوت نفر جمعیت دارد و در ارتفاع متر بالاتر از سطح دریا قرار گرفته است.